# 田村ゆかり LOVE LIVE *Princess à la mode*
『田村ゆかり LOVE ♥ LIVE *Princess a la mode*』（たむらゆかり ラブ ライブ プリンセス ア・ラ・モード）は、田村ゆかりの通算6作目となる全編がライブ映像である作品。Blu-rayは通算2作目となる。2010年6月16日にキングレコードよりDVD版とBlu-ray版が同時リリースされた。

## 概要
全国4会場で行われたライブ・ツアー『田村ゆかり LOVE♥LIVE 2009-2010 Princess a la mode*』の千秋楽である2010年1月16日の横浜アリーナ公演の模様を収めている。初回特典はスペシャルBOXのデジパック仕様。 

## 収録内容
-Prologue-
You & Me
100 CARAT HEART
恋せよ女の子
MC 1
虹色バルーン
バンビーノ・バンビーナ
ラブサイン
-Band Profile-
星降る夢で逢いましょう
MC 2
My wish My love
Luminous Party
-Dancer Performance-
満月のセンシビリティー
永遠
Sand Mark
-Band Performance-
星屑スパイラル
MC 3
ラムのラブソング
お気に召すまま
-Short Movie“ゆかり姫をつかまえるにゃ”-
チェルシーガール
MC 4
恋するラズベリー
MC 5
Honey Moon
fancy baby doll
惑星のランデブー
Cherry Kiss
Super Special Smiling Shy girl
星空のSpica
Tiny Rainbow
MC 6
パピィラヴ
MC 7
You & Me
-Epilogue-

### 映像特典
☆福岡 COUNTDOWN“チェルシーガール”
☆Making of *Princess a la mode*